# Фажозеш
Фажозеш (порт. Fajozes)  —  населённый пункт и район в Португалии,  входит в округ Порту. Является составной частью муниципалитета  Вила-ду-Конде. Находится в составе крупной городской агломерации Большой Порту. По старому административному делению входил в провинцию Дору-Литорал. Входит в экономико-статистический  субрегион Большой Порту, который входит в Северный регион. Население составляет 1467 человек на 2001 год. Занимает площадь 7,13 км².
Покровителем района считается Апостол Пётр (порт. São Pedro). 
В Фажозеше 17 июля 1994 года скончался Антониу Алешандре Сарсфилд Родригеш,  португальский легкоатлет - участник летних Олимпийских игр 1932 года.